# Henri Rolland
Henri Rolland (Nizza, 1º gennaio 1887 – Saint-Rémy-de-Provence, 4 dicembre 1970) è stato uno storico, numismatico e archeologo francese, specializzato nella storia della Provenza.
È stato anche genealogista, scrittore e direttore di riviste.
Era uno specialista dei siti greci della Provenza, corrispondente dell'Institut dal 1938, direttore del Courrier numismatique, direttore della Circonscription archéologique d'Aix-en-Provence.

## Biografia
Nel 1924, quando era già membro della Société française de numismatique, il consiglio decise, il 5 aprile 1924, che i suoi resoconti fossero inviati per la pubblicazione alla rivista Le Courrier Numismatique.
Le sue scoperte sono considerevoli: esplora il sito d'Ugium, che sarà più tardi Castelveyre, prima di diventare Saint-Blaise e che corrisponde forse alla Mastrabala o Mastramélè di Plinio il Vecchio, che scava a partire dal 1935.
Scava il sito di  Glanum e crea il Museo che conserva i ritrovamenti nell'area di Saint-Rémy-de-Provence. Rolland è descritto dai suoi contemporanei come modesto e discreto, distinto, fine e benevolo. La sua attività instancabile e la sua coscienza scientifica ne fanno una persona ammirata e rispettata dalla sua famiglia e colleghi che lui accetta volentieri di formare. Tra di loro: Maurice Euzennat.
I risultati più importanti dei suoi lavori furono pubblicati sulla rivista Gallia e nei Supplementi pubblica sette lavori, otto articoli di fondo, cronache e note. Amico di Albert Grenier, gli riserva la pubblicazione dei suoi lavori scientifici.
Diventa membro corrispondente dell'Institut de France nel 1938.
Membro della Société préhistorique française, pubblica articoli nel suo Bulletin.
Dirige gli scavi a Ollioules, dal 1946 al 1949. Fa delle comunicazionsi al 27º e al 28º congresso che si tiene a Perpignan-Saint-Gilles nel 1953 et 1954 sulle monete della Repubblica Romana trovate in Gallia.
Nel 1962, fa una comunicazione sul Journal des savants dell'Académie des inscriptions et belles-lettres, di cui è membro corrispondente per presentare la sua scoperta a Glanum di un nuovo miliario dell'Itinerario della Tavola Peutingeriana, a nome di Costantino I.

## Pubblicazioni
(elenco parziale)
- 1909 - "  Une famille avignonaise " Tulle de Villefranche.
- 1912 - "  Généalogie de la famille de Bouliers. "
- 1931 - "  Monnaie gallo-grecque inédite " in Courrier Numismatique, n° 23, pp. 12–14.
- 1931 - "  Les As Nîmois  " in Courrier Numismatique
- 1932 - "  Étude numismatique sur le protectorat du Cambodge  "
- 1932 - "  Numismatique de Glanum " in Cahiers d'Histoire et d'Archéologie, 3, pp. 162–173.
- 1933 - "  Dauphin, contribution à son histoire " in Bulletin de la Société scientifique et littéraire des Basses-Alpes.
- 1934 - "  Arles, atelier monétaire de la Ligue, 1590-1593. "
- 1934 - "  Notes sur la monnaie d'Orange " in Courrier Numismatique, pp. 1 – 15
- 1935 - "  Notes sur deux stèles découvertes à Glanum" extrait de Bulletin de la Société préhistorique française, p. 640-649, vol. 32, fasc. 12.
- 1935 - "  Sur les drachmes lourdes de Massalia " in Provincia, 15, pp. 238–246.
- 1936 - "  En marge de Brantôme. " Jean de Saint-Remy
- 1936 - "  Massiliensia I. Sur l'origine du nom de Massalia II. Sur les drachmes lourdes de Massalia... "
- 1937 - "  Fouilles d'un habitat préromain à Saint-Rémy-de-Provence  "
- 1937 - "  Fouilles de Saint-Blaise (Bouches-du-Rhône) "
- 1937 - "  Bibliographie d'Emile Espérandieu  " Avant-propos de Augustin Fliche
- 1938 - "  Les Corporations de monnayeurs dans le Midi de la France (XIVe-XVIe siècles)  "
- 1943 - "  Le Baptistère de Saint-Rémy-de-Provence " article in Gallia I, 1, pp. 207–228.
- 1944 - "  Inscriptions antiques de Glanum (Saint-Rémy-de-Provence) " Révision et complément du Corpus Inscriptionum Latinarum,II. pp. 167–223.
- 1946 - "  Quelques vases du Hallstatt.I à Saint-Rémy-de-Provence" article: Fouilles mineures et informations dans GalliaIV, pp. 316–320.
- 1946 - "  Fouilles de Glanum (Saint-Rémy-de-Provence) " Suppléments à Gallia I
- 1947 - "  L'Atelier royaliste de Tarascon, 1590-1593.  "
- 1947 - "  Fouilles à Marseille dans le quartier du vieux port, (premiers sondages) " Note in  GalliaV, pp. 155–160.
- 1948 - "  Les fouilles de Glanum (Saint-Rémy-de-Provence) de 1945 à 1947  ", articolo in GalliaVI, pp. 141–169.

## Onorificenze e premi
- 1957 - Premio della Fondation Carrière, concessa dalla Académie des inscriptions et belles-lettres per il suo lavoro: "La Monnaie des Comtes de Provence aux XIIe- XVe siècles, histoire monétaire, économique et comparative, Description raisonnée "

## Altro
- Una sala da concerti porta il suo nome a Aix-en-Provence.